# Cattedrale di Sant'Edvige
La cattedrale metropolitana di Sant'Edvige (in tedesco: Sankt-Hedwigs-Kathedrale) è il principale luogo di culto cattolico di Berlino, sede vescovile dell'omonima arcidiocesi metropolitana. Si trova in Bebelplatz, nel quartiere Mitte.
Nel 1927 è stata insignita del titolo di basilica minore.
È posta sotto tutela monumentale (Denkmalschutz).

## Storia
La chiesa venne costruita per i cattolici provenienti della Slesia, che indirizzarono nel 1747 una petizione a re Federico II di Prussia; il sovrano donò personalmente il terreno dove far sorgere la chiesa e il progetto venne affidato a Georg Wenzeslaus von Knobelsdorff, il quale si ispirò al Pantheon di Roma. Il progetto venne incluso in quello più generale della creazione del Forum Fridericianum, auspicato proprio da Federico il Grande. La chiesa venne consacrata nel 1773 (benché i lavori non fossero terminati prima del 1778) dopo una serie di interruzioni dovute perlopiù alla mancanza di fondi, delle quali la più lunga fu quella del 1765, quando l'intero progetto rischiò di naufragare e la comunità ebraica di Berlino propose di acquistare l'intera struttura incompleta per farne una propria sinagoga. La cattedrale venne infine dedicata a Sant'Edvige, patrona della Slesia e del Brandeburgo. Uno dei maggiori contributori per la costruzione del tempio sacro fu il cardinale Angelo Maria Quirini, il cui nome spicca nell'iscrizione latina sul frontone della chiesa. La cerimonia venne officiata dal vescovo di Warmia, Ignacy Krasicki, amico personale di Federico II. Fu la prima chiesa cattolica costruita in Prussia dopo la Riforma protestante.
Il progetto originario fu più volte modificato e ulteriori lavori vennero eseguiti nel 1886-1887 sulla base di alcuni progetti presentati dall'incisore Jean-Laurent Legeay su modelli del von Knobelsdorff. Mentre Wilhelm Achtermann aveva già creato i rilievi sopraporta con scene del Nuovo Testamento nel 1837 su progetto di Georg Franz Ebenhech, Nikolaus Geiger completò i rilievi del timpano con una scena dell'Adorazione dei Magi solo nel 1897, sempre su modello di Achtermann. Dopo l'elevazione a basilica minore romana, l'interno della cattedrale venne nuovamente ridisegnato nel 1930-1932 secondo i progetti dell'architetto austriaco Clemens Holzmeister. Utilizzando le caratteristiche dello stile espressionista, venne creato uno degli esempi più originali di architettura sacra espressionista della tarda Repubblica di Weimar.
Tra il 1821 e il 1930 (quando fu eretta la diocesi berlinese) il prevosto di Sant'Edvige era a capo, come Fürstbischöflicher Delegat (delegato del principe-vescovo di Breslavia), della delegazione di Brandeburgo, una circoscrizione ecclesiastica semi-indipendente che a inizio Novecento comprendeva quasi mezzo milione di fedeli.
Dopo il pogrom della notte dei cristalli del 9-10 novembre 1938, Bernhard Lichtenberg, un canonico del capitolo della cattedrale di Sant'Edvige dal 1931, tenne una veglia pubblica di preghiera in ricordo degli ebrei morti negli scontri. Lichtenberg venne per questo poco dopo imprigionato dai nazisti e morì nel campo di concentramento di Dachau. Nel 1965 le sue spoglie vennero trasferite nella cripta della cattedrale berlinese.
La chiesa bruciò durante la notte tra l'1 e il 2 marzo 1943, durante i bombardamenti alleati che danneggiarono pesantemente la struttura, al punto che si rese necessaria una sua ricostruzione interna tra il 1952 e il 1963, su progetto di Hans Schwippert. La nuova chiesa venne consacrata dal cardinale Alfred Bengsch, arcivescovo di Berlino.

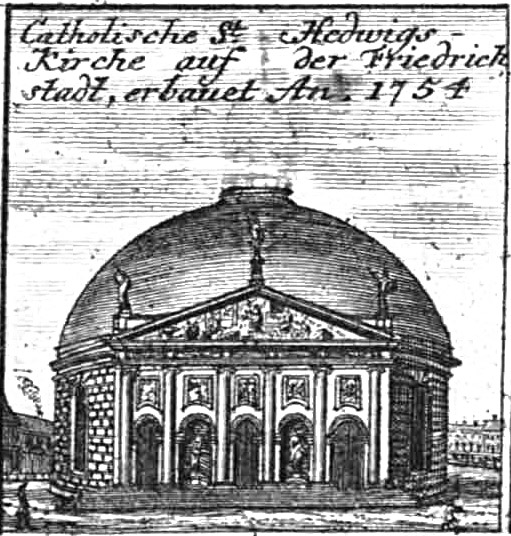
La cattedrale nel 1757
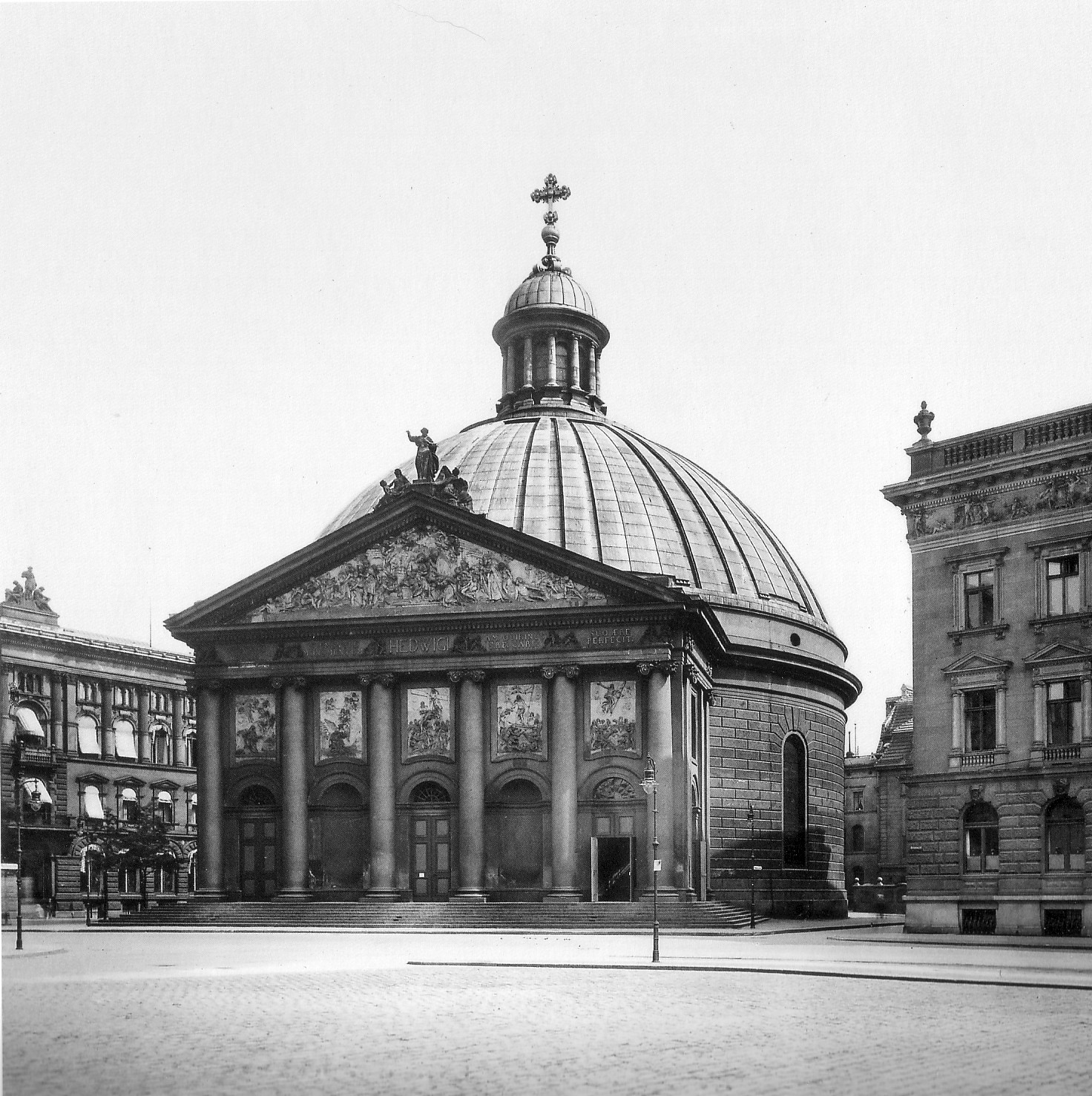
La cattedrale nel 1886
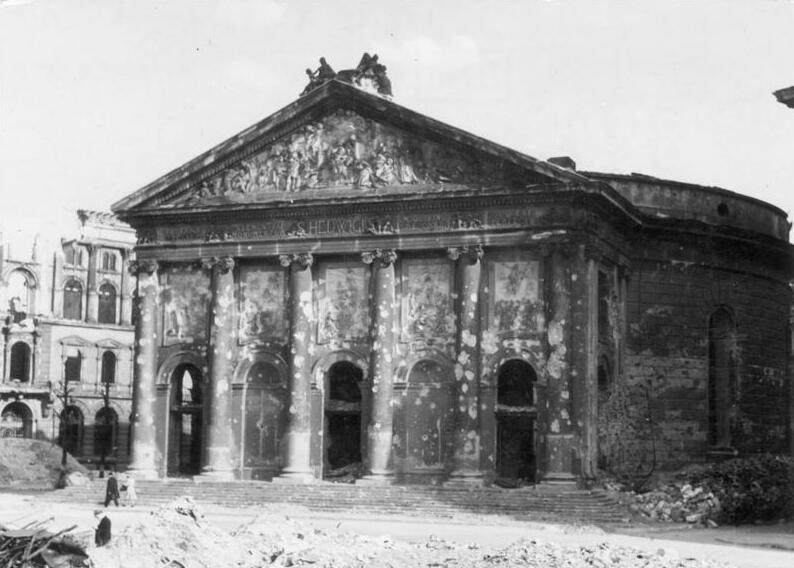
La cattedrale nel 1946 con i danni dell'incendio

## Descrizione

### Arte e architettura

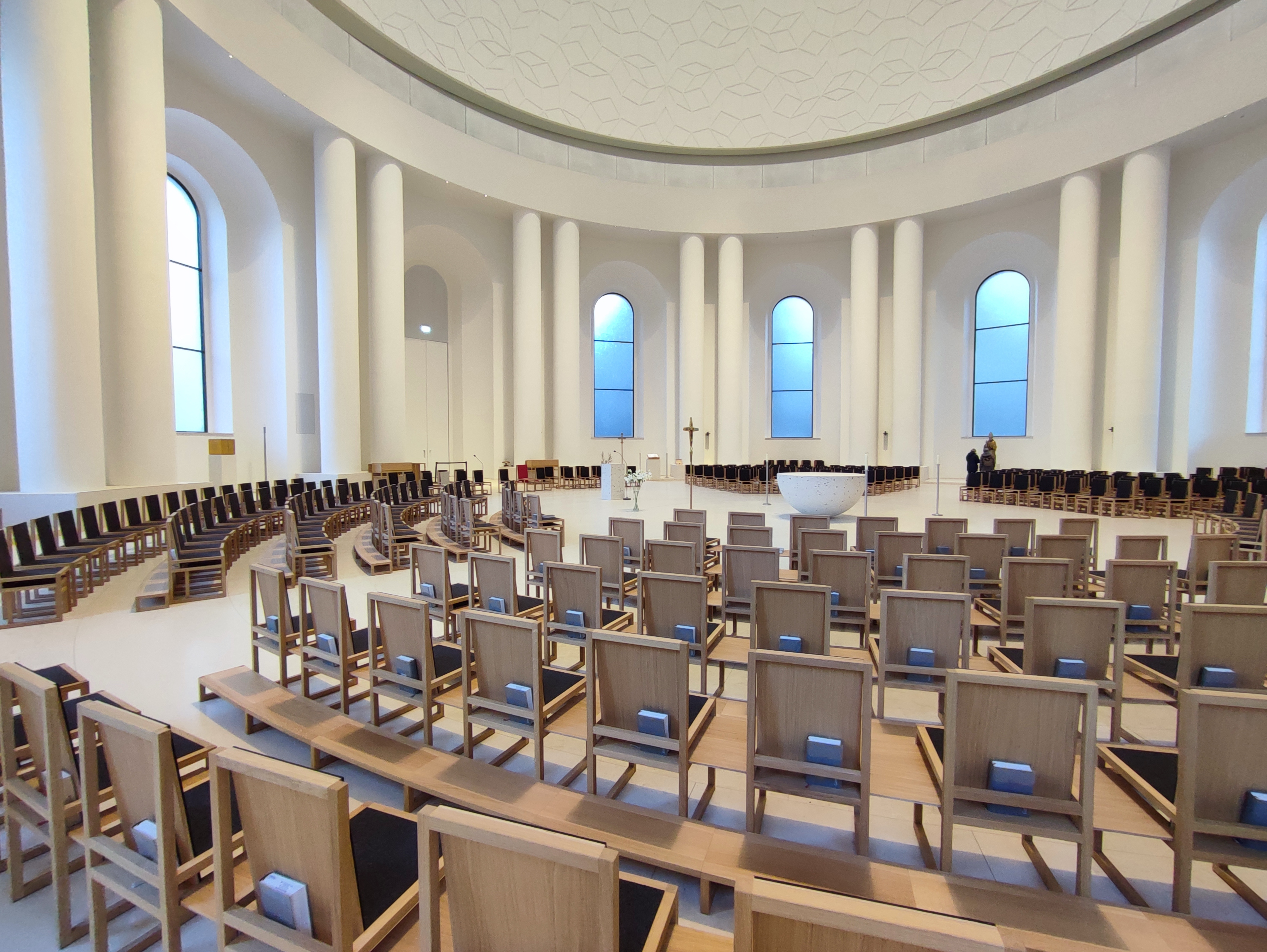
Interno dopo la ristrutturazione

L'architetto Georg Wenzeslaus von Knobelsdorff, progettando la cattedrale, prese come modello il Pantheon di Roma. Esternamente, il tutto è dominato dalla copertura in rame della grande cupola priva di lanterna, non ricostruita dopo la seconda guerra mondiale. L'avancorpo è stato in parte modificato nel XIX secolo da Max Hasak ed è ispirato ai protiri dei templi romani: è costituito, infatti, da un ampio frontone triangolare sorretto da sei colonne con capitelli compositi; negli intercolumni, chiusi con pareti in blocchi di pietra, si aprono i tre grandi portali ad arco alternati con nicchie semicircolari. Cinque grandi bassorilievi raffiguranti Storie della vita di Gesù ornano la facciata, mentre nel timpano si trova la Natività.
L'interno della chiesa è ad aula unica illuminata da grandi finestroni a tutto sesto intervallati da coppie di colonne prive di capitello. Al centro dell'aula si trova un'ampia scala, simile alle confessio delle chiese paleocristiane, che dà accesso alla chiesa inferiore, ove si trova l'altare del Santissimo Sacramento con tabernacolo disegnato da Fritz Schwerdt. L'altare è sormontato dalla statua di San Pietro papa, donata da Giovanni Paolo II nel 1980 per il 50° della diocesi ed è un tutt'uno con l'altare maggiore della chiesa superiore.
Nella cripta vi sono le tombe di numerosi vescovi di Berlino e vi è sepolto anche Bernhard Lichtenberg, un prete ucciso in un campo di concentramento e successivamente beatificato come martire.

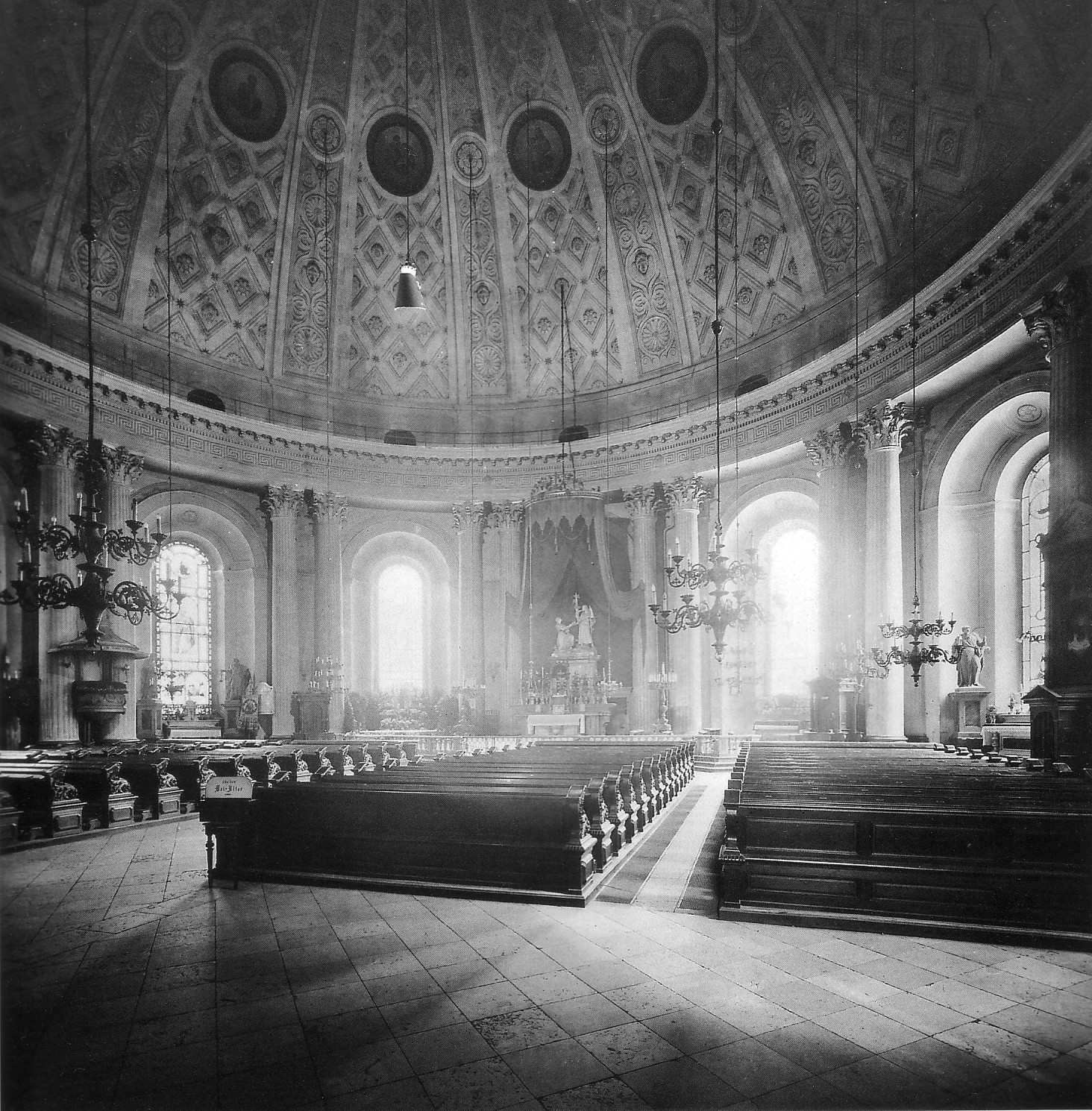
Interno nel 1886
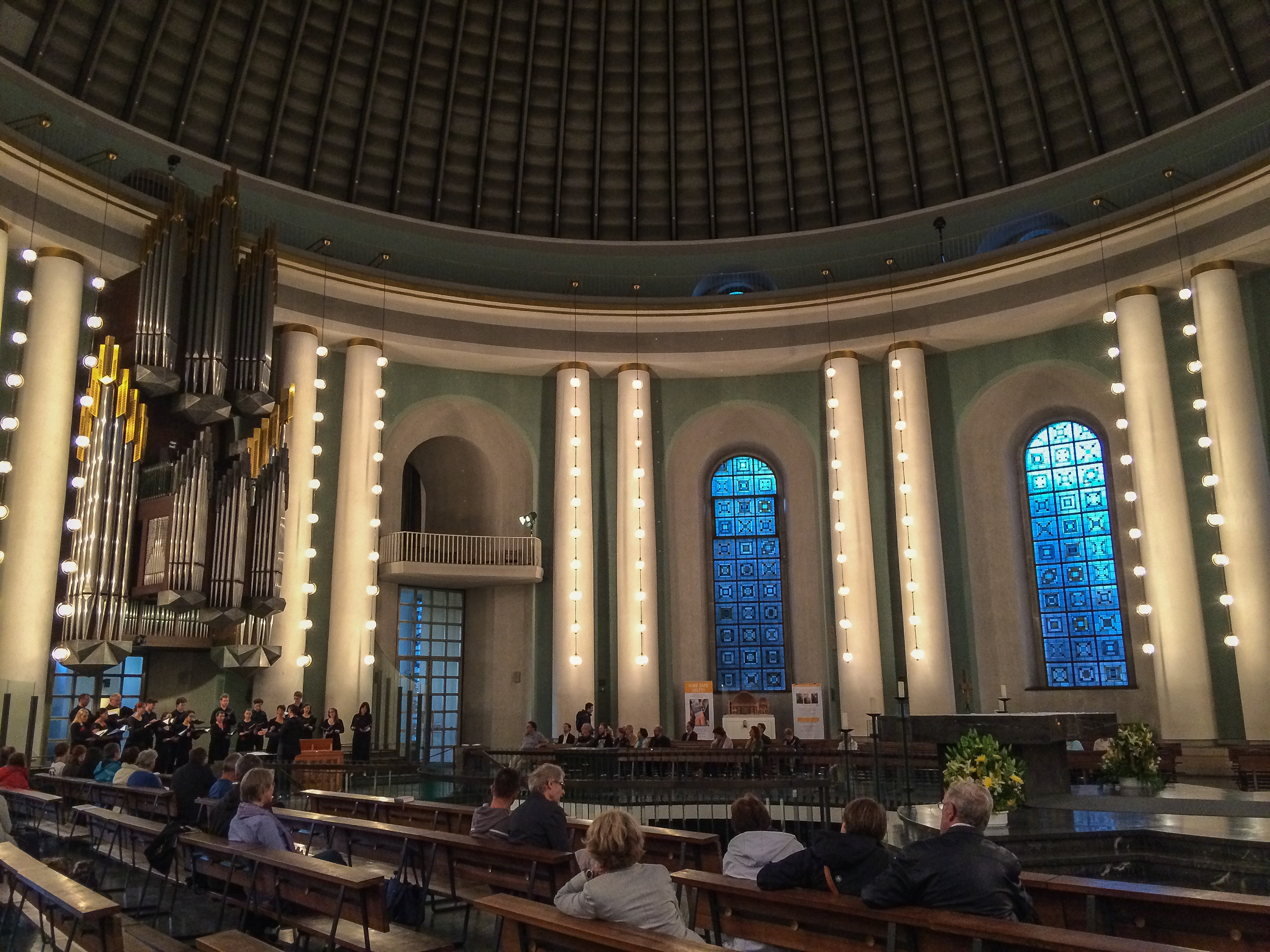
Interno della cattedrale con organo, 2014
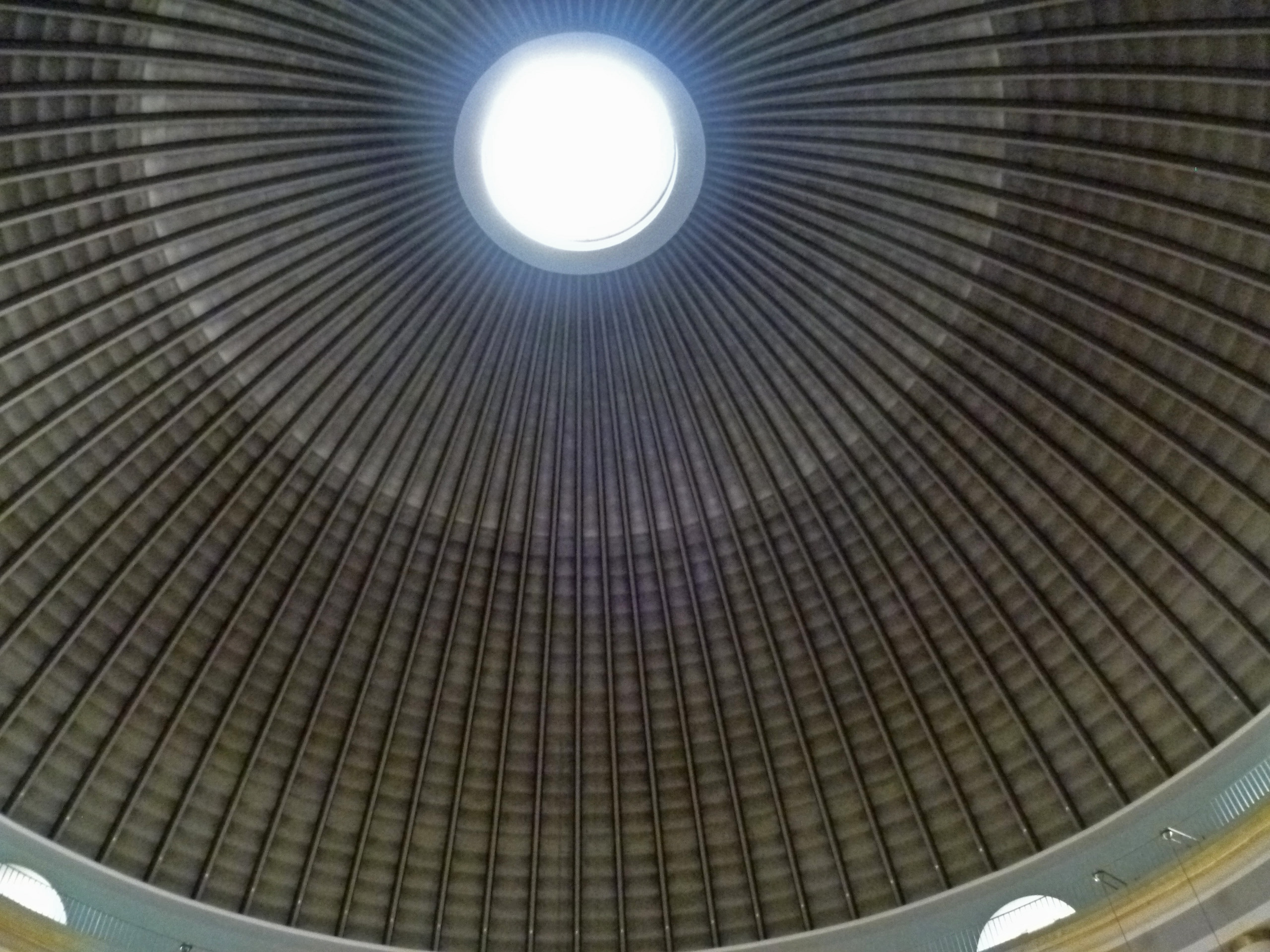
Interno della cupola
L'altare del Santissimo Sacramento

### Organi a canne
L'organo maggiore della chiesa si trova sulla cantoria al di sopra dell'ingresso centrale e fu costruito tra il 1975 e il 1977 dalla ditta ditta organaria Johannes Klais Orgelbau (opus 1529) in sostituzione di uno strumento precedente realizzato dalla stessa nel 1932 (opus 778), dotato di 69 registri su quattro manuali e pedali ed articolato in più corpi all'interno della chiesa; tale organo fu distrutto da un bombardamento nel 1943 e sostituito nel 1964 con un organo provvisorio della ditta Schuke, nel 1977 trasferito nella chiesa di St. Pius a Berlino. L'organo attuale è a trasmissione mista, meccanica per i manuali e il pedale ed elettrica per i registri; dispone di 68 registri, per un totale di 4834 canne, distribuiti su tre manuali e pedale.
Nella chiesa inferiore si trova un organo positivo, anch'esso della ditta Klais (opus 1546, costruito nel 1975). A trasmissione integralmente meccanica, dispone di 12 registri su unico manuale e pedale.

### Testi di approfondimento
- (DE) Bruno Flierl, Wiederaufbau der St. Hedwigs-Kathedrale Berlin, in Deutsche Architektur, anno 13, n. 4, 1964, ISSN 0323-3413 (WC · ACNP).
- (DE) Heinz Endres, Die St.-Hedwigs-Kathedrale in Berlin, Lipsia, St.-Benno-Verlag, 1974, ISBN non esistente.
- (DE) Sibylle Badstübner-Gröger, Die St.-Hedwigs-Kathedrale zu Berlin, in Das christliche Denkmal, fascicolo 99, 2ª ed., Berlino (Est), Union Verlag, 1986, ISBN non esistente.
- (DE) Christine Goetz e Constantin Beyer, Die St.-Hedwigs-Kathedrale zu Berlin, Ratisbona, Schnell und Steiner, 2000, ISBN 3-7954-1253-6.
- (DE) Agatha Buslei-Wuppermann (a cura di), St. Hedwigs-Kathedrale Berlin. Hans Schwipperts Mahnmal für den Frieden, Berlino, Jovis, 2018, ISBN 978-3-86859-560-4.